# خروزان
خَروزان روستایی از توابع بخش اسفرورین شهرستان تاکستان در استان قزوین ایران است.

## جمعیت
این روستا در دهستان اک قرار دارد و براساس سرشماری مرکز آمار ایران در سال ۱۳۸۵، جمعیت آن ۴۹۴ نفر (۱۱۴خانوار) بوده‌است.

## مردم
مردمان خروزان تات‎‌زبان هستند و زبان تاتی را با چهار لهجه تاکستانی، اسفرورینی، سگزآبادی و صحبت می‌کنند.